# 張之屏
張之屏（1544年—？），字憲夫，山西澤州沁水縣人，軍籍，明朝政治人物、進士出身。

## 生平
隆慶元年（1567年）丁卯科山西鄉試第二十名，會試第一百六十八名，萬曆二年（1574年）登甲戌科第二甲第四十名進士。授河南禹州知州，擢禮部主事。十四年十月由禮部儀制司郎中升山東左參政，十九年九月調陕西右參政。

## 家族
曾祖父張璧；祖父張鏜，曾任王府教授；父張知本，曾任壽官。母王氏；繼母霍氏、陳氏。重庆下。